# 아소촌 (오이타현)
아소촌(麻生村)은 오이타현 우사군에 있던 촌이다. 현재의 우사시의 일부에 해당한다.